# Bistra, Alba
Bistra là một xã thuộc hạt Alba, România. Dân số thời điểm năm 2002 là 5058 người.